# Sigrid Rudebeck
Sigrid Hilma Sofia Rudebeck, född 7 september 1831 i Norrköping, död 27 februari 1924 i Stockholm, var en svensk reformpedagog och skolföreståndare. Hon är känd som grundaren av Sigrid Rudebecks gymnasium.

## Biografi
Sigrid Rudebeck var dotter till kyrkoherden i Åby och Ödeshög, kontraktsprosten Pehr Erik Rudebeck och Sigrid Brydolf. Hon undervisades av privatlärare i hemmet. Från 1854 studerade hon vid Cecilia Fryxells lärarinneseminarium i Carlslund utanför Västerås. Hon var därefter verksam som lärare vid Fryxells skola och sedan under några år som guvernant. Under åren 1866–1869 var hon föreståndare vid den då nygrundade Majornas elementarläroverk för flickor i Göteborg. 
År 1869 grundade hon Sigrid Rudebecks elementarskola för flickor, som hon ledde till 1904. Denna utvecklades till en stor skola, som gick i spetsen för modern flickskolepedagogik. Inriktningen var på praktiskt arbete, bland annat handarbete, syslöjd med klädsömnad, träslöjd, och huslig ekonomi med skolköksundervisning, där skolan också var en pionjär, då sådan undervisning togs upp som en allmän rekommendation först vid Flickskolemötet 1893. Även i de teoretiska ämnena införde hon en modern pedagogik. 
År 1903 fick skolan gymnasium, och i denna form – Sigrid Rudebecks gymnasium – finns den fortfarande kvar med verksamhet på Bellmansgatan 8 i Göteborg. När hon 1904 pensionerades ombildades skolan till aktiebolag och är i dag en friskola för både pojkar och flickor.
Vid sidan av skolverksamheten var hon också engagerad i missionsverksamhet. Hon lät sina elever grunda en barnamissionsverksamhet för flickor via Fosterlandsstiftelsen. 
Sigrid Rudebeck tilldelades 1905 den kungliga medaljen Illis Quorum.